# Max Koch (Musiker)
Max Koch (* um 1991 in Aschaffenburg) ist ein deutscher Jazzmusiker (Gitarre, Banjo, Komposition).

## Leben und Wirken
Koch, der das Gitarrenspiel zuerst autodidaktisch erlernte, begann früh sich für improvisierte Musik und Jazz zu interessieren. Nach ersten Erfahrungen in Punk- und Doom-Metal-Bands in seiner Heimatstadt Aschaffenburg begann er 2013 ein Musikstudium am Institut für Musik Osnabrück bei Andreas Wahl.
2014 wechselte er an die Hochschule für Musik Würzburg, wo er sein Studium 2019 mit einem Bachelor of Music abschloss. Zu seinen Lehrern dort zählten u. a. Michael Arlt und Axel Hagen. Sein Abschlusskonzert spielte er mit Anton Mangold, Stephan Deller und John Schröder. Im Anschluss zog er nach Köln und nahm ein Masterstudium an der Folkwang Universität der Künste in Essen auf.
2019 erschien das auf einer Tour mit der Bigband Federal Penguin Summit entstandene Live-Album First Summit. Daneben spielt er mit Jonas Sorgenfrei, Anton Mangold, Felix Schneider-Restschikow und Conrad Noll in der Band der Sängerin Sophia Lefeber. Zusammen mit Noll und der Sängerin Sarah Buchner bildete er auch die Avantgarde-Jazz-Band Prinzessin PingPong.
Mit Bill Elgart, Stephan Deller, Max Arsava und Max Hirth erschien 2023 sein erstes Album unter eigenem Namen Ten Bulls auf dem deutschen Label Jazzwerkstatt. Gemeinsam mit Sophia Lefeber und Steve Landgraf legte er 2024 bei Unit Records das Album Restless Response vor, das gute Kritiken erhielt. Konzertreisen führten ihn in die USA, die Niederlande und die Schweiz.
Koch unterrichtete Gitarre an der solidarischen Musikschule „Willkommen mit Musik e.V.“ in Würzburg.

## Diskographische Hinweise
- Federal Penguin Summit: First Summit (2019)
- Ten Bulls (Jazzwerkstatt 2023)
- Landgraf / Lefeber / Koch: Restless Response (Unit Records 2024)